# Was frag ich nach der Welt, BWV 94
Was frag ich nach der Welt, BWV 94 (No m'importa del món res), és una cantata religiosa de Johann Sebastian Bach per al novè diumenge després de la Trinitat, estrenada a Leipzig el 6 d'agost de 1724.

## Origen i context
D'autor desconegut, el llibret està basat en l'himne homònim de Balthasar Kindermann de 1664; la primera estrofa en el primer número de la cantata i les dues últimes que s'empren en el coral final es mantenen literalment, mentre que de les altres estrofes se'n fa un ús més lliure. El tema de l'himne és la confiança en Déu i el llibretista planteja la contraposició entre el món de l'esperit i el material; òbviament, l'elecció és clara tal com es reflecteix en el final de cinc números de la cantata que a manera de tornada acaben amb el text Was frag ich nach der Welt! (No m'importa del món res). Hi ha una relació amb les lectures del dia, que exhorten a no cobejar els béns terrenals en la Primera carta als Corintis (10, 6-13) i amb l'evangeli de Lluc (16, 1-9) que explica la Paràbola de l'administrador astut. Per a aquest diumenge es conserven, a més, la BWV 105 i la BWV 168.

## Anàlisi
[Obra escrita per a soprano, contralt, tenor, baix i cor; flauta travessera, dos oboès, dos oboès d'amor, corda i baix continu. Consta de vuit números.
1. Cor: Was frag ich nach der Welt (No m'importa del món res)
2. Ària (baix): Die Welt ist wie ein Rauch und Schatten (El món és com l'ombra i la fumera)
3. Coral i recitatiu (tenor): Die Welt sucht Ehr und Ruhm (El món cerca honors i glòria)
4. Ària (contralt): Betörte Welt, betörte Welt! (Món enganyós, món enganyós!)
5. Coral i recitatiu (baix): Die Welt bekümmert sich (El món es neguiteja)
6. Ària (tenor): “Die Welt kann ihre Lust und Freud” (Cal que el món no s'estimi tan)
7. Ària (soprano): Es halt es mit der blinden Welt (Qui es lliura a cegues al món)
8. Coral:  Was frag ich nach der Welt! (No m'importa del món res!)

L'obra comença amb una variació coral-instrumental del coral que protagonitza tota la cantata on hi destaca la flauta amb uns solos intercalats entre les seccions del coral presentades de manera senzilla. El baix acompanyat del continu, canta la rapidesa amb què tot passa i tot s'oblida. A l'ària número 3 el tenor amb el continu i els oboès, intercala textos nous, amb música de tipus recitatiu, entre les frases del coral. En el número 4, a l'ària de contralt reapareix la flauta que ho fa amb un perfil rebuscat per tal de descriure la mentida i la falsedat del món, en l'esperit tant barroc del vanitas vanitatum, per canviar, després, a un perfil més clar i diàfan quan dona veu als que es queden amb Jesús. A continuació apareixen dues àries, la de tenor de caràcter pastoral i la de soprano amb l'oboè d'amor amb ritme de dansa (bourré); en aquesta última es contraposen dos temes, recollits en el text, l'oboè representa la seducció per tot allò terrenal i el solista representa l'adhesió i la confiança del fidel a Jesús. El coral final canta les dues últimes estrofes de l'himne amb la melodia de O Gott, du frommer Gott. Té una durada aproximada d'uns vint-i-cinc minuts.

## Discografia seleccionada
- J.S. Bach: Das Kantatenwerk. Sacred Cantatas Vol. 5. Nikolaus Harnoncourt, Tölzer Knabenchor (Gerard Schmidt-Galen, director), Concentus Musicus Wien, Wilhelm Wiedl (solista del cor), Paul Esswood, Kurt Equiluz, Philippe Huttenlocher. (Teldec), 1994.
- J.S. Bach: The complete live recordings from the Bach Cantata Pilgrimage. CD 35: Duomo di S. Nicolò, Merano; 19 d'agost de 2000. John Eliot Gardiner, Monteverdi Choir, English Baroque Soloists, Katharine Fuge, Daniel Taylor, James Gilchrist, Peter Harvey. (Soli Deo Gloria), 2013.
- J.S. Bach: Complete Cantatas Vol. 11. Ton Koopman, Amsterdam Baroque Orchestra & Choir, Sibyla Rubens, Annette Market, Christoph Prégardien, Klaus Mertens. (Challenge Classics), 2003.
- J.S. Bach: Cantatas Vol. 22. Masaaki Suzuki, Bach Collegium Japan, Yukari Nonoshita, Robin Blaze, Jan Kobow, Peter Kooij. (BIS), 2003.
- J.S. Bach: Church Cantatas Vol. 30. Helmuth Rilling, Gächinger Kantorei, Bach-Collegium Stuttgart, Helen Donath, Else Paaske, Aldo Baldin, Wolfgang Schöne. (Hänssler), 1999.
- J.S. Bach: Cantatas BWV 9, 94 & 187. Sigiswald Kuijken, La Petite Bande, Midori Suzuki, Magdalena Kozena, Knut Schon, Jan van der Crabben. (Deutsche Härmonia Mundi), 1999.